# Camelobaetidius edmundsi
Camelobaetidius edmundsi is een haft uit de familie Baetidae. De wetenschappelijke naam van de soort is voor het eerst geldig gepubliceerd in 2001 door Dominique, Thomas & Mathuriau.
De soort komt voor in het Neotropisch gebied.